# Torticolis
 Mise en garde médicale
Le torticolis (du latin : tortus, « tordu » et collum, « cou ») est une contracture musculaire douloureuse du cou. Il affecte principalement le muscle sterno-cléido-mastoïdien, le gros muscle du cou. Il peut cependant toucher aussi d'autres endroits comme le trapèze, les scalènes ou l'élévateur de la scapula.

## Types de torticolis
Il existe plusieurs formes de torticolis, dont la plus commune est le torticolis musculaire. Les origines peuvent être congénitales, infectieuses, traumatiques, orthopédiques, malformatives ou neurologiques.
On distingue plusieurs types de torticolis :
- le torticolis bénin ou aïgu, qui survient souvent au réveil, souvent à cause d'un mauvais mouvement[1]. Le patient n'arrive pas à maintenir sa tête en position neutre. Sa tête est généralement maintenue en rotation hétérolatérale et en inclinaison homolatérale à la douleur ;
- le torticolis spasmodique, intervient brusquement et se traduit par des contractions musculaires violentes des muscles du cou (généralement le sterno-cléïdo-mastoïdien ou le trapèze) et causent un fléchissement de la tête[1] ;
- le torticolis congénital, affectant environ 4 enfants sur 1 000 est habituellement causé par une position exceptionnelle de l'enfant dans l'utérus ou par les positions générées pendant l'accouchement ;
- le torticolis symptomatique, d'origine neuro-articulaire, infectieuse ou post-traumatique, qui peut durer plusieurs jours et réapparaître régulièrement.

## Symptômes
Douleur au niveau de la nuque, plus marquée lors d'une rotation.
Le torticolis congénital se caractérise par la rotation du cou plus ou moins difficile à effectuer par l'enfant avec ou sans douleur. Il peut en résulter une plagiocéphalie positionnelle, une asymétrie posturale (tête penchée, etc.) et/ou un hémisyndrome (utilisation préférentielle anormale d'un côté du corps).

## Étiologie
Les causes des torticolis sont multiples et méritent un avis spécialisé neurologique, orthopédique ou infectieux. Toutefois, en l'absence de cause organique, on peut évoquer l'hypothèse d'un trouble fonctionnel neurodystonique pour lequel la responsabilité de la fatigue et du sommeil est à prendre en considération.
Le torticolis congénital peut provenir d'un raccourcissement du muscle in utero (la position en flexion prolongée de la tête du fœtus pourrait être à l’origine d’une hypoxie de la loge musculaire et donc de sa rétraction fibreuse). Il peut aussi être dû à un spasme du muscle causé par les contraintes traumatiques ou micro-traumatiques appliquées sur la tête et le rachis cervical du nouveau-né, notamment lors de l’extraction natale, où ces structures peuvent subir des contraintes importantes : rotations, utilisation d’outils obstétricaux (ventouse, forceps), etc.
Le torticolis peut être causé par un nystagmus.
Le torticolis est plus fréquent chez les femmes que chez les hommes.

## Traitements possibles
- Le repos et la chaleur locale. Ne pas manipuler abusivement le cou[1].
- Antalgiques et anti-inflammatoires non stéroïdiens[5].
- Le torticolis congénital peut être traité en physiothérapie pour éviter de développer une plagiocéphalie, une asymétrie posturale et/ou un hémisyndrome permanent(s). Plus l'enfant est vu rapidement, plus le traitement est facile, plus la récupération est rapide et moins les séquelles sont importantes. Dans 9 cas sur 10, la rééducation suffit[6]. Le recours à la chirurgie est parfois proposés pour les cas récalcitrants[7].